# Verbesina boliviana
Verbesina boliviana là một loài thực vật có hoa trong họ Cúc. Loài này được Klatt miêu tả khoa học đầu tiên năm 1894.